# Paul Fässler
Paul Fässler (Bronschhofen, 13 giugno 1901 – Berna, 26 marzo 1983) è stato un calciatore svizzero, di ruolo difensore.

## Carriera
Con la sua Nazionale vinse la medaglia d'argento ai Giochi olimpici del 1924.